# Elatostema lignosum
Elatostema lignosum là loài thực vật có hoa trong họ Tầm ma. Loài này lần đầu tiên được Merrill xác định chính thức vào năm 1922.